# Lampyrolycus hulstaerti
Lampyrolycus hulstaerti is een keversoort uit de familie netschildkevers (Lycidae). De wetenschappelijke naam van de soort werd in 1937 gepubliceerd door Burgeon.